# Вулиця Підлипка
Ву́лиця Підли́пка — вулиця в Дарницькому районі міста Києва, місцевість Осокорки. Пролягає від вулиці Маслівки до дачного масиву «Нижні сади».
Прилучається вулиця Костянтина Ареф'єва.

## Історія
Вулиця виникла в 1-й половині XX століття. Назва — від місцевості (кутка Осокорків), якою вулиця пролягає. У 1977 році назву вулиці було скасовано у зв'язку з переплануванням, однак фактично вулиця існує й нині.